# Grazina-de-bico-curto

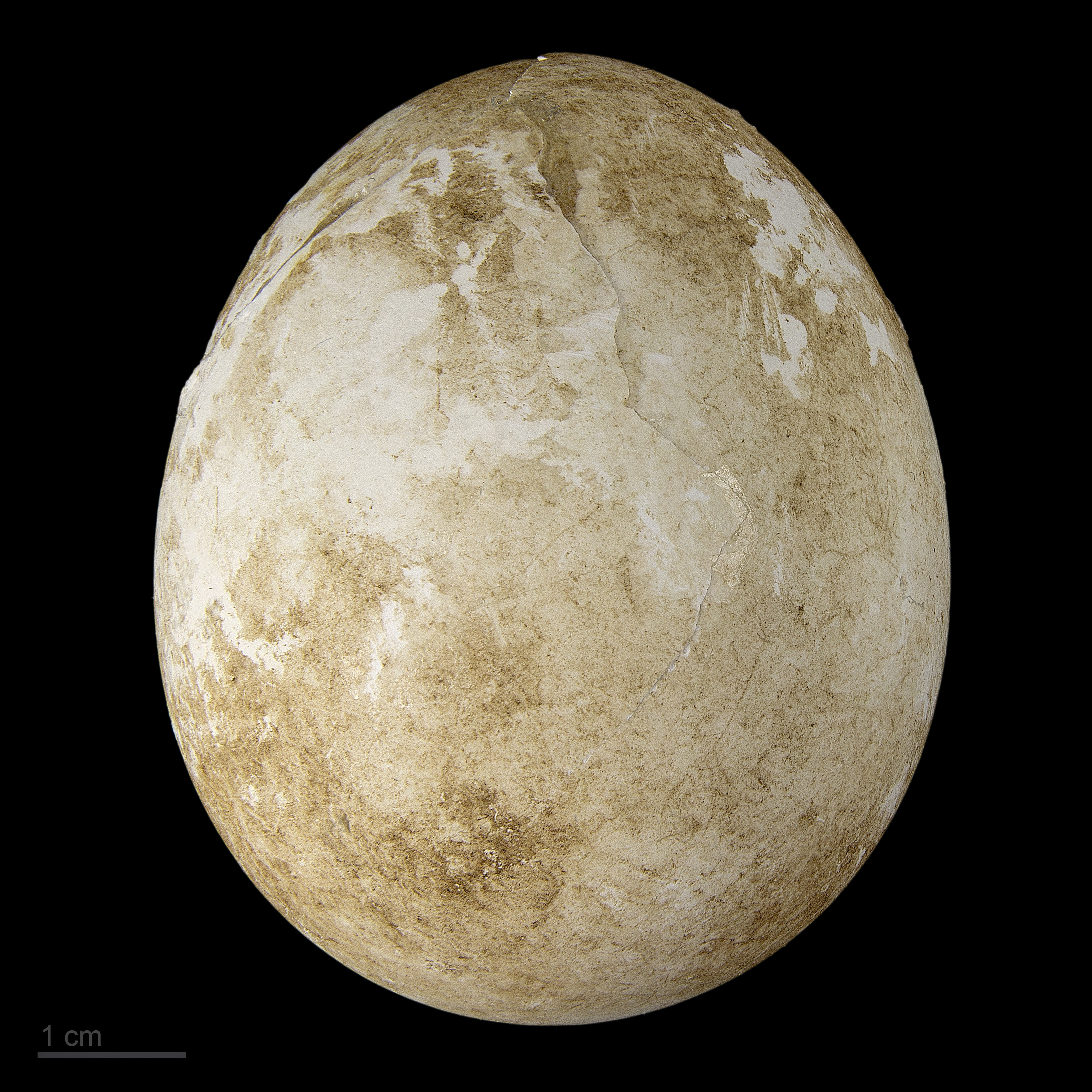
Aphrodroma brevirostris - MHNT

Grazina-de-bico-curto, freira-de-bico-curto ou pardela-de-bico-curto (Aphrodroma brevirostris) (nome científico: Lugensa brevirostris) é uma espécie de ave marinha da família Procellariidae.
A espécie foi descrita como um "táxon excêntrico", sendo classificada por muito tempo no gênero Pterodroma, antes de ser alocada em seu próprio gênero monotípico Lugensa (ou Aphrodroma) em 1942. O gênero não foi amplamente aceito até 1985, embora pesquisas subsequentes tenham apoiado tal categorização. A posição dentro dos Procellariidae ainda é alvo de debate.